# Ribeirão Pires
Ribeirão Pires är en stad och kommun i Brasilien och ligger i delstaten São Paulo. Den är en förort till São Paulo och folkmängden i kommunen uppgick år 2014 till cirka 120 000 invånare.

## Administrativ indelning
Kommunen var år 2010 indelad i tre distrikt:
- Jardim Santa Luzia
- Ouro Fino Paulista
- Ribeirão Pires